# 第70回ニューヨーク映画批評家協会賞
70th NYFCC Awards

2004年12月
作品賞: 

サイドウェイ
第70回ニューヨーク映画批評家協会賞は、2004年の優秀な映画に贈られた賞である。2004年12月に発表された。

## 受賞
- 主演男優賞:
  - ポール・ジアマッティ - 『サイドウェイ』

- 主演女優賞:
  - イメルダ・スタウントン - 『ヴェラ・ドレイク』

- アニメ映画賞:
  - 『Mr.インクレディブル』

- 撮影賞:
  - クリストファー・ドイル - 『HERO』

- 監督賞:
  - クリント・イーストウッド - 『ミリオンダラー・ベイビー』

- ドキュメンタリー映画賞:
  - 『華氏911』

- 作品賞:
  - 『サイドウェイ』

- 第一回作品賞:
  - 『そして、ひと粒のひかり』

- 外国語映画賞:
  - 『バッド・エデュケーション』（ スペイン）

- 脚本賞:
  - アレクサンダー・ペイン、ジム・テイラー - 『サイドウェイ』

- 助演男優賞:
  - クライヴ・オーウェン - 『クローサー』

- 助演女優賞:
  - ヴァージニア・マドセン - 『サイドウェイ』